# Diablo II: Lord of Destruction
Diablo II: Lord of Destruction (almindeligvis forkortet LOD) er en udvidelse til det actionpræget rollespil Diablo II. I modsætning til det oprindelige Diablo's udvidelse, Diablo: Hellfire, er det en officiel udvidelse designet af Blizzard North. Efterfølgende er der kommet flere opdateringer, som kan hentes over Battle.net eller fra Blizzard's hjemmeside.
Ikke blot tilføjede Lord of Destruction indhold i form af nye karakter klasser og et ekstra act. Det var også en dramatisk modernisering af det eksisterende Diablo II, specielt multiplayer delen. 

## Nyt i udvidelsen
Lord of Destruction føjer flere ekstra ting til Diablo II. Bl.a. følgende:
- To nye spilbare klasser: Assassin og Druid
- Et nyt femte "Act" som finder sted i og omkring Mount Arreat i den nordlige del af Barbarian Highlands. Med den sidste boss Baal
- En udvidet kiste til at gemme sine ting i, dobbelt størrelse af den fra Diablo II
- Lejesoldater ("mercenaries") kan nu følge spilleren gennem de forskellige Acts. De kan nu også få erfaring og kan blive genoplivet hvis de bliver dræbt.
- Spillet kan nu spilles i opløsningen 800x600, op fra 640x480.
- Mange nye våben og nye stykker rustning: 
  - "Ethereal" (Æteriske) ting, som er mere magtfulde, men de kan ikke repareres.
  - Runer og Juveler som kan placeres i udstyr, på samme måde som ædelsten.
  - "Runewords" er en særlig kombination af runer og giver meget kraftige bonusser.
  - "Charms", der kan holdes i ens inventory og dermed give passive bonusser.
  - Klasse-specifikt udstyr, som kun kan anvendes af en bestemt karakter, f.eks kløer til en Assassin.
  - Flere nye unikke stykker udstyr
  - Nye sæt, herunder klasse-specifikke sæt.

## Nye klasser
Se også Diablo II karakter klasser
- Assassin bygger på en blanding af kampsports færdigheder og evnen til at sætte fælder op.
- Druid er specialiseret i natur-baserede magi. Med hans magiske evner kan han fremkalde storme og vulkaner. Han er tæt forbundet med naturen og kan tilkalde forbundsfælle som ravne, ulve og bjørne. Druid har evner der gør ham i stand til at blive et dyr selv.

## Patch historie
Udvidelsen blev udgivet i sommeren 2001 som version 1.07, men 1.08 var tilgængelig på samme dag. Inden for et par måneder, blev 1.09 frigivet. Patch 1.10 blev frigivet den 28 oktober 2003. Den vigtigste ændring var indførelsen af "synergi" bonusser. Kraftfuldt udstyr og nye runewords blev også tilføjet. De mest kraftfulde runewords krævede ekstremt sjældne runer. Dette medførte ikke-tilladt duplikering af disse sjældne runes og gjorde kraftfulde runewords langt mere udbredt, end de ellers ville have været. En ny "world event" (verdens begivenhed) blev også tilføjet. Det er almindelig opfattelse, at denne begivenhed blev indsat for at fjerne de store mængder af den meget duplikerede ring Stone of Jordan.
Patchen indført også en ladder, et nyt Realm hvor folk kan konkurrerer om at blive level 99 først. Ladderen er siden blevet nulstillet med jævne mellemrum. Det betyder at alle Ladder karakterer omdannes til normale ikke-Ladder tegn. Dette skaber en lige start for alle Ladder spillere. Den fjerde ladder nulstillede den 17 juni, 2008, og patch 1.12 blev integreret i Lord of Destruction. Den gør det muligt for spillere at spille uden CD, hvis spillet er "Fuldt Installeret".
| computerspil | Spire Denne computerspilsrelaterede artikel er en spire som bør udbygges. Du er velkommen til at hjælpe Wikipedia ved at udvide den. |